# Darázsfalu
Darázsfalu (németül Trausdorf an der Wulka, horvátul Trajštof) község Ausztriában Burgenland tartományban a Kismartoni járásban.

## Fekvése
Kismartontól 6 km-re délkeletre, a Vulka partján fekszik. Tipikus burgenlandi szőlőtermesztő horvát település.

## Története
A község területén már a kőkorszakban is éltek emberek, ezt bizonyítják az itt 1938-ban talált kisméretű kőbalta és cserépmaradványok. A korai bronzkorból 40 db csésze került elő, melyek talán egy vallási rituálé eszközei voltak. A leletek a Burgenlandi Tartományi Múzeumba kerültek. A késő bronzkorban az i. e. 1250 és 800 közötti időszakban sűrűn lakott település állt itt urnás temetkezéssel. A magyar Bella Lajos régész római település maradványára bukkant itt, de annak pontos helye nem ismert. A 6. században az avarok mellett szlávok érkeztek erre vidékre, ők adtak nevet a Vulka folyónak is (vlk = farkas).
Az általánosan elfogadott álláspont szerint Darázsfalut 1307-ben „Durug” néven említik először (neve a szláv drug szóból származik). A nagyhöflányi történész Dr. Gerald Schlag azonban egy 1153-ban íródott oklevelet tart a település első említésének, melyben a falu „Druc” alakban szerepel. A 14. század első felében a Gutkeled nemzetség birtoka volt.
Egykor vára is volt, melyet 1425-től említenek „Dorog” néven Hagenauer János és Bertalan birtokaként. 1445-ben osztrák kézre került, 1486-ban említik utoljára. A falu a 15. század második felében a kismartoni uradalom része lett, mely hasonlóan a szomszédos településekhez gazdasági fejlődést hozott.
1500 után Darázsfalu részben a kismartoni, részben a fraknói uradalom része volt. Az 1527-es adóösszeírás még csak két horvát családot számlált a településen. 1529-ben és 1532-ben a török elpusztította, utána horvátokkal telepítették be. 1569-ben a Kismarton alá tartozó részen 45 család közül már 36 horvát volt hasonlóan Fraknóhoz tartozó részen élő 36 családhoz. 1580-ban a falu 95 családjából 73 horvát család volt. Templomáról az első említés 1582-ből származik, anyakönyveit 1648-tól vezetik. . 1605-ben Bocskai, 1620-ban Bethlen hadai dúlták fel a települést. 1622-ben II. Ferdinánd császár a kismartoni és a fraknói uradalmat is Esterházy Miklósnak adta. Ezzel az Esterházy család lett az egész falu birtokosa. 1683-ban bécsi hadjárata során újra a török dúlta fel, sokakat megölt, másokat rabságba hurcolt. 1704-ben a kurucok égették fel. 1809-ben fél évre francia megszállás alá került és lakóinak kellett élelmezni és elszállásolni Napóleon katonáit. A faluban volt a franciák húsellátó központja. Az Esterházy uradalomnak előbb a „Parisermühle”, majd 1797-től a szeszfőzde jelentett jövedelmet. Az 1830-as évek végén Franz Brunner létesített itt pipagyárat, mely 1860-ig működött. Az Esterházy uradalomnak fácánoskertje volt a községben.
A 18. század végén Vályi András szerint „TRAUERSDORF. Horvát falu Sopron Várm. földes Ura Hg. Eszterházy Uraság, lakosai katolikusok, fekszik Czinfalvának szomszédságában, Sopronhoz 1 7/8 mértföldnyire; határja 2 nyomásbéli, inkább térséges, mint hegyes, búzát leginkább, árpát, zabot, pohánkát is terem; erdeje nints, de az Uraságnak tágas fátzán kertye van itten.”
1910-ben 1340, túlnyomórészt horvát lakosa volt. A trianoni békeszerződésig Sopron vármegye Kismartoni járásához tartozott. A trianoni és saint germaini békeszerződések értelmében Ausztria része lett. A községbe 1921. november 13-án vonultak be az osztrák csapatok.
1988 júniusában sportrepülőterén szabadtéri misét celebrált II. János Pál pápa, a hívek több százezres táborában mintegy 50 000 magyar is volt.
2001-ben 1723 lakosából 907 német, 751 horvát, 30 magyar lakosa volt.

## Nevezetességek
- Szent Lőrinc vértanú tiszteletére szentelt római katolikus plébániatemploma 1764 és 1767 között épült a korábbi templom helyén késő barokk stílusban. Tornyát 1769-ben emelték. Főoltára 1897-ben készült neobarokk stílusban. A templomot régi temető övezi. A templom Madonna-szobra 1649-ben készült.
- A templom előtti Engesztelő kereszt gótikus.
- A templom mellett található plébánia épület a 19. század közepén épült.
- A Pestis-oszlop XVII. századi, 1680-ban készült.
- A Szentháromság-oszlopot 1838-ban emelték.
- Az ún. Pápakeresztet 1988-ban II. János Pál pápa 1988. június 24-i látogatása emlékére emelték.
- A Pariesermühle (Párizsi malom) épületét 1515-ben már említik
- A Weingartenmühle, első említése 1527-ből való.